# Leuctra kumanskii
Leuctra kumanskii is een steenvlieg uit de familie naaldsteenvliegen (Leuctridae). De wetenschappelijke naam van de soort is voor het eerst geldig gepubliceerd in 1977 door Braasch & Joost.